# Campeonato Mundial de Baloncesto de 1959
El III Campeonato mundial de baloncesto de 1959 organizado por la Federación Internacional de Baloncesto fue realizado en las ciudades de Antofagasta, Concepción, Santiago, Temuco y Valparaíso en Chile en 1959. Originalmente sería realizado en octubre de 1958, cuatro años después del anterior Mundial, pero debido a obras aun no terminadas se decidió posponerlo hasta enero del año siguiente. Este cambio de fechas ocacionó que no pudiera participar el equipo profesional de los Estados Unidos, campeón olímpico en 1956 , por lo que se optó por crear un equipo de voluntarios de la fuerza aérea.
Participaron 13 selecciones, por primera vez de cuatro continentes, ya que además de la República Árabe Unida, que participó como Egipto en Argentina 1950, lo hicieron también, por segundo año consecutivo, las selecciones de Filipinas y Formosa, que no coincidieron con el combinado africano en la primera edición del campeonato.
Definitivamente el campeón fue Brasil, que ganó el título por primera vez en su historia.

## Equipos participantes
| Equipo                | Clasificación                   | Fecha de clasificación | Apariciones previas |
| --------------------- | ------------------------------- | ---------------------- | ------------------- |
| Chile                 | Anfitrión                       |                        | 2 (1950, 1954)      |
| Estados Unidos        | Campeón Olímpico Melbourne 1956 | 1 de diciembre de 1956 | 2 (1950, 1954)      |
| Unión Soviética       | Campeón Europeo                 | 30 de junio der 1957   | Debutante           |
| Bulgaria              | Subampeón Europeo               | 30 de junio de 1957    | Debutante           |
| Brasil                | Campeón Sudamericano            | 11 de febrero de 1958  | 2 (1950, 1954)      |
| Uruguay               | Subampeón Sudamericano          | 11 de febrero de 1958  | 1 (1954)            |
| Argentina             | Tarjeta de invitación           |                        | 2 (1950, 1954)      |
| Canadá                | Tarjeta de invitación           |                        | 1 (1954)            |
| Filipinas             | Tarjeta de invitación           |                        | 1 (1954)            |
| Formosa               | Tarjeta de invitación           |                        | 1 (1954)            |
| México                | Tarjeta de invitación           |                        | Debutante           |
| Puerto Rico           | Tarjeta de invitación           |                        | Debutante           |
| República Árabe Unida | Tarjeta de invitación           |                        | 1 (1950)            |

## Formato de competición
Ronda Preliminar: Participaran todos los equipos menos en anfitrión en 3 grupos de 4 equipos, los primeros dos equipos de cada grupo clasificarán a la Ronda Final, los restantes clasificarán a la Ronda de Clasificación I.
Ronda de Clasificación I: Los 6 equipos participantes se dividirán en grupos de 3 equipos. El lugar que obtengan en su grupo definirá su pareja en la ronda de clasificación II.
Ronda de Clasificación II: Los primeros, segundos y tercero de cada grupo se enfrentarán entre sí, esto definirá los lugares 8.º a 13.º.
Ronda Final: Los 6 equipos clasificados más el anfitrión se enfrentarán en un único grupo, el campeón lo definirá los puntos obtenidos en el grupo.
Desempate de puntos: De existir empate en puntos entre equipos por obtener el mismo puntaje en tabla la posición superior la obtendrá el equipo que haya obtenido la victoria en el enfrentamiento entre estos. Esta regla le permitió a Chile obtener el 3.º lugar.

## Grupos
| Grupo A                                                | Grupo B                              | Grupo C                                |
| ------------------------------------------------------ | ------------------------------------ | -------------------------------------- |
| Argentina Estados Unidos Formosa República Árabe Unida | Brasil Canadá México Unión Soviética | Bulgaria Filipinas Puerto Rico Uruguay |
| Chile clasificó como anfitrión a la Ronda Final        |                                      |                                        |

## Ronda Preliminar

### Grupo A
|   | Equipo                | Pts | PG | PP | PF  | PC  | Dif |
| - | --------------------- | --- | -- | -- | --- | --- | --- |
| 1 | Estados Unidos        | 6   | 3  | 0  | 271 | 204 | 67  |
| 2 | Formosa               | 5   | 2  | 1  | 207 | 209 | −2  |
| 3 | Argentina             | 4   | 1  | 2  | 197 | 202 | −5  |
| 4 | República Árabe Unida | 3   | 0  | 3  | 179 | 239 | −60 |

|  | Clasificado a la Ronda Final.                  |
|  | Clasificado a Ronda de Clasificación I grupo B |
|  | Clasificado a Ronda de Clasificación I grupo A |

| 16 de enero   | Estados Unidos                     | 87–73                              | Argentina                          | Concepción |  |
| 21:45 (UTC+4) | Marcador por tiempos: 48-27, 39-46 | Marcador por tiempos: 48-27, 39-46 | Marcador por tiempos: 48-27, 39-46 |            |  |
|               | Estadísticas Jerry Vayda 26        | Reporte Pts                        | Estadísticas 22 Edgar Parizzia     |            |  |

| 16 de enero   | Formosa                            | 71–69                              | República Árabe Unida              | Concepción |  |
| 19:00 (UTC+4) | Marcador por tiempos: 39-38, 32-31 | Marcador por tiempos: 39-38, 32-31 | Marcador por tiempos: 39-38, 32-31 |            |  |
|               | Estadísticas James T. L. Chen 24   | Reporte Pts                        | Estadísticas 18 Antoine Musillia   |            |  |

| 17 de enero  | Argentina                          | 65–52                              | República Árabe Unida              | Concepción |  |
| 21:00(UTC+4) | Marcador por tiempos: 36-32, 29-20 | Marcador por tiempos: 36-32, 29-20 | Marcador por tiempos: 36-32, 29-20 |            |  |
|              | Estadísticas Edgar Parizzia 20     | Reporte Pts                        | Estadísticas 14 George Chalhoub    |            |  |

| 17 de enero   | Estados Unidos                     | 81–73                              | Formosa                            | Concepción |  |
| 22:45 (UTC+4) | Marcador por tiempos: 35-38, 46-35 | Marcador por tiempos: 35-38, 46-35 | Marcador por tiempos: 35-38, 46-35 |            |  |
|               | Estadísticas Robert Hodges 24      | Reporte Pts                        | Estadísticas 24 Lio Jin Ron        |            |  |

| 18 de enero   | Formosa                            | 63–59                              | Argentina                          | Concepción |  |
| 22:40 (UTC+4) | Marcador por tiempos: 31-33, 32-26 | Marcador por tiempos: 31-33, 32-26 | Marcador por tiempos: 31-33, 32-26 |            |  |
|               | Estadísticas James T. L. Chen 20   | Reporte Pts                        | Estadísticas 21 Héctor Barreneche  |            |  |

| 18 de enero   | Estados Unidos                     | 103–58                             | República Árabe Unida              | Concepción |  |
| 21:00 (UTC+4) | Marcador por tiempos: 49-23, 54-35 | Marcador por tiempos: 49-23, 54-35 | Marcador por tiempos: 49-23, 54-35 |            |  |
|               | Estadísticas Jerry Vayda 31        | Reporte Pts                        | Estadísticas 23 George Chalhoub    |            |  |

### Grupo B
|   | Equipo          | Pts | PG | PP | PF  | PC  | Dif |
| - | --------------- | --- | -- | -- | --- | --- | --- |
| 1 | Brasil          | 5   | 2  | 1  | 211 | 175 | 36  |
| 2 | Unión Soviética | 5   | 2  | 1  | 229 | 199 | 30  |
| 3 | Canadá          | 5   | 2  | 1  | 169 | 174 | −5  |
| 4 | México          | 3   | 0  | 3  | 173 | 234 | −61 |

|  | Clasificado a la Ronda Final.                  |
|  | Clasificado a Ronda de Clasificación I grupo A |
|  | Clasificado a Ronda de Clasificación I grupo B |

| 16 de enero   | Brasil                                 | 69–52                              | Canadá                             | Temuco |  |
| 21:30 (UTC+4) | Marcador por tiempos: 30-24, 39-28     | Marcador por tiempos: 30-24, 39-28 | Marcador por tiempos: 30-24, 39-28 |        |  |
|               | Estadísticas Edson Bispo dos Santos 18 | Reporte Pts                        | Estadísticas 12 Lance Stephens     |        |  |

| 16 de enero   | México                             | 72–102                             | Unión Soviética                    | Temuco |  |
| 23:00 (UTC+4) | Marcador por tiempos: 42-48, 30-54 | Marcador por tiempos: 42-48, 30-54 | Marcador por tiempos: 42-48, 30-54 |        |  |
|               | Estadísticas Armando Herrera 15    | Reporte Pts                        | Estadísticas 19 Yan Krumins        |        |  |

| 17 de enero   | Canadá                             | 54–51                              | México                             | Temuco |  |
| 21:30 (UTC+4) | Marcador por tiempos: 26-19, 28-32 | Marcador por tiempos: 26-19, 28-32 | Marcador por tiempos: 26-19, 28-32 |        |  |
|               | Estadísticas John McLeod 15        | Reporte Pts                        | Estadísticas 16 Armando Herrera    |        |  |

| 17 de enero | Brasil                                | 64–73                              | Unión Soviética                    | Temuco |  |
| (UTC+4)     | Marcador por tiempos: 36-39, 28-34    | Marcador por tiempos: 36-39, 28-34 | Marcador por tiempos: 36-39, 28-34 |        |  |
|             | Estadísticas Waldemar Blatskauskas 17 | Reporte Pts                        | Estadísticas 15 Yan Krumins        |        |  |

| 18 de enero   | Canadá                             | 63–54                              | Unión Soviética                    | Temuco |  |
| 21:00 (UTC+4) | Marcador por tiempos: 32-23, 31-31 | Marcador por tiempos: 32-23, 31-31 | Marcador por tiempos: 32-23, 31-31 |        |  |
|               | Estadísticas Edward Lutch 20       | Reporte Pts                        | Estadísticas 11 Valdis Muzhnieks   |        |  |

| 18 de enero   | Brasil                             | 78–50                              | México                             | Temuco |  |
| 19:30 (UTC+4) | Marcador por tiempos: 50-20, 28-30 | Marcador por tiempos: 50-20, 28-30 | Marcador por tiempos: 50-20, 28-30 |        |  |
|               | Estadísticas Amaury Pasos 14       | Reporte Pts                        | Estadísticas 25 Ignacio Chavira    |        |  |

### Grupo C
|   | Equipo      | Pts | PG | PP | PF  | PC  | Dif |
| - | ----------- | --- | -- | -- | --- | --- | --- |
| 1 | Bulgaria    | 6   | 3  | 0  | 197 | 174 | 23  |
| 2 | Puerto Rico | 5   | 2  | 1  | 209 | 194 | 15  |
| 3 | Filipinas   | 4   | 1  | 2  | 192 | 200 | −8  |
| 4 | Uruguay     | 3   | 0  | 3  | 181 | 211 | −30 |

|  | Clasificado a la Ronda Final.                  |
|  | Clasificado a Ronda de Clasificación I grupo A |
|  | Clasificado a Ronda de Clasificación I grupo B |

| 16 de enero   | Bulgaria                           | 67–55                              | Puerto Rico                        | Antofagasta |  |
| 21:30 (UTC+4) | Marcador por tiempos: 37-16, 30-39 | Marcador por tiempos: 37-16, 30-39 | Marcador por tiempos: 37-16, 30-39 |             |  |
|               | Estadísticas Radev 15              | Reporte Pts                        | Estadísticas 16 Vicens             |             |  |

| 16 de enero   | Filipinas                          | 68–59                              | Uruguay                            | Antofagasta |  |
| 22:45 (UTC+4) | Marcador por tiempos: 36-31, 32-28 | Marcador por tiempos: 36-31, 32-28 | Marcador por tiempos: 36-31, 32-28 |             |  |
|               | Estadísticas Badion 17             | Reporte Pts                        | Estadísticas 23 Mera Ebers         |             |  |

| 17 de enero | Puerto Rico                        | 78–64                              | Uruguay                            | Antofagasta |  |
| (UTC+4)     | Marcador por tiempos: 40-37, 38-27 | Marcador por tiempos: 40-37, 38-27 | Marcador por tiempos: 40-37, 38-27 |             |  |
|             | Estadísticas Vicens 25             | Reporte Pts                        | Estadísticas 23 Usher              |             |  |

| 17 de enero   | Bulgaria                           | 85–61                              | Filipinas                          | Antofagasta |
| 22:45 (UTC+4) | Marcador por tiempos: 36-21, 49-40 | Marcador por tiempos: 36-21, 49-40 | Marcador por tiempos: 36-21, 49-40 |             |
|               |                                    | Reporte                            |                                    |             |

| 18 de enero   | Filipinas                          | 63–76                              | Puerto Rico                        | Antofagasta |  |
| 19:30 (UTC+4) | Marcador por tiempos: 32-39, 31-37 | Marcador por tiempos: 32-39, 31-37 | Marcador por tiempos: 32-39, 31-37 |             |  |
|               | Estadísticas Carbonell 24          | Reporte Pts                        | Estadísticas 28 Vicens             |             |  |

| 18 de enero | Bulgaria                           | 65–58                              | Uruguay                            | Antofagasta |  |
| (UTC+4)     | Marcador por tiempos: 31-28, 34-30 | Marcador por tiempos: 31-28, 34-30 | Marcador por tiempos: 31-28, 34-30 |             |  |
|             | Estadísticas Radev 20              | Reporte Pts                        | Estadísticas 15 Chelle             |             |  |

## Ronda de Clasificación I

### Grupo A
|   | Equipo                | Pts | PG | PP | PF  | PC  | Dif |
| - | --------------------- | --- | -- | -- | --- | --- | --- |
| 1 | Filipinas             | 4   | 2  | 0  | 145 | 130 | 15  |
| 2 | República Árabe Unida | 3   | 1  | 1  | 136 | 135 | 1   |
| 3 | Canadá                | 2   | 0  | 2  | 134 | 150 | −16 |

|  | Clasificado a Partido puestos 8.º y 9.º   |
|  | Clasificado a Partido puestos 10.º y 11.º |
|  | Clasificado a Partido puestos 12.º y 13.º |

| 21 de enero | Filipinas                         | 66–65       | República Árabe Unida          | Valparaíso |  |
|             | Parciales: 25-29, 41-36           |             |                                |            |  |
|             | Estadísticas Lorento Carbonell 21 | Reporte Pts | Estadísticas 21 Saboungi Fahmi |            |  |

| 22 de enero   | Canadá                        | 69–71                   | República Árabe Unida            | Santiago |  |
| 22:00 (UTC+4) | Parciales: 40-28, 29-43       | Parciales: 40-28, 29-43 | Parciales: 40-28, 29-43          |          |  |
|               | Estadísticas Dough Brinham 18 | Reporte Pts             | Estadísticas 27 Antoine Musillia |          |  |

| 23 de enero | Canadá                      | 65–79       | Filipinas                      | Santiago |  |
|             | Parciales: 33-31, 32-48     |             |                                |          |  |
|             | Estadísticas John McLeod 13 | Reporte Pts | Estadísticas 21 Carlos Loyzaga |          |  |

### Grupo B
|   | Equipo    | Pts | PG | PP | PF  | PC  | Dif |
| - | --------- | --- | -- | -- | --- | --- | --- |
| 1 | Uruguay   | 4   | 2  | 0  | 105 | 95  | 10  |
| 2 | Argentina | 3   | 1  | 1  | 123 | 117 | 6   |
| 3 | México    | 2   | 0  | 2  | 113 | 129 | −16 |

|  | Clasificado a Partido puestos 8.º y 9.º   |
|  | Clasificado a Partido puestos 10.º y 11.º |
|  | Clasificado a Partido puestos 12.º y 13.º |

| 21 de enero | Argentina                          | 48–51       | Uruguay                             | Santiago |  |
|             | Marcador por tiempos: 19-22, 29-29 |             |                                     |          |  |
|             | Estadísticas Bernardo Schime 9     | Reporte Pts | Estadísticas 15 Manuel Usher Ferrer |          |  |

| 22 de enero   | México                             | 47–54                              | Uruguay                            | Santiago |  |
| 20:45 (UTC+4) | Marcador por tiempos: 20-25, 27-29 | Marcador por tiempos: 20-25, 27-29 | Marcador por tiempos: 20-25, 27-29 |          |  |
|               | Estadísticas Armando Herrera 16    | Reporte Pts                        | Estadísticas 15 Sergio Matto       |          |  |

| 23 de enero   | Argentina                          | 75–66                              | México                             | Santiago |  |
| 20:45 (UTC+4) | Marcador por tiempos: 34-34, 41-32 | Marcador por tiempos: 34-34, 41-32 | Marcador por tiempos: 34-34, 41-32 |          |  |
|               | Estadísticas Enrique Borda 26      | Reporte Pts                        | Estadísticas 22 Hugo Orozco        |          |  |

## Ronda de Clasificación II

### Puestos 12.º y 13.º
| 25 de enero   | Canadá                             | 64–56                              | México                             | Santiago |  |
| 19:30 (UTC+4) | Marcador por tiempos: 33-25, 31-31 | Marcador por tiempos: 33-25, 31-31 | Marcador por tiempos: 33-25, 31-31 |          |  |
|               | Estadísticas Robert Burtwell 11    | Reporte Pts                        | Estadísticas 15 Edmundo Márquez    |          |  |

### Puestos 10.º y 11.º
| 25 de enero   | Argentina                          | 61–59                              | República Árabe Unida              | Santiago |  |
| 20:45 (UTC+4) | Marcador por tiempos: 32-29, 29-30 | Marcador por tiempos: 32-29, 29-30 | Marcador por tiempos: 32-29, 29-30 |          |  |
|               | Estadísticas Bernardo Schime 17    | Reporte Pts                        | Estadísticas 19 Saboungi Fahmi     |          |  |

### Puestos 8.º y 9.º
| 25 de enero | Filipinas                          | 78–70       | Uruguay                          | Santiago |  |
|             | Marcador por tiempos: 47-36, 31-34 |             |                                  |          |  |
|             | Estadísticas Constancio Ortiz 14   | Reporte Pts | Estadísticas 19 Washington Poyet |          |  |

## Ronda Final
|                   | Equipo          | Pts | G | P | PF  | PC  | Dif |
| ----------------- | --------------- | --- | - | - | --- | --- | --- |
| Medalla de oro    | Brasil          | 11  | 5 | 1 | 471 | 382 | 89  |
| Medalla de plata  | Estados Unidos  | 10  | 4 | 2 | 372 | 378 | -6  |
| Medalla de bronce | Chile           | 8   | 2 | 4 | 393 | 446 | -53 |
| 4                 | Formosa         | 8   | 2 | 4 | 315 | 350 | -35 |
| 5                 | Puerto Rico     | 7   | 1 | 5 | 397 | 471 | -74 |
| 6                 | Unión Soviética | 0   | 5 | 1 | 365 | 263 | 102 |
| 7                 | Bulgaria        | 0   | 2 | 4 | 315 | 338 | -23 |

La ronda final estaba compuesta por los primeros y segundos lugares de los 3 grupos de la ronda preliminar más Chile como país anfitrión.
Las selecciones de Unión Soviética y Bulgaria decidieron no jugar contra Formosa al no ser este un país reconocido por el bloque comunista. Esto les significo la descalificación del torneo. Chile y Formosa estaban empatados en puntos por lo que como desempete se concidero el partido jugado entre ambas selecciones en la Ronda Final, lo que terminó con victoria para Chile.
| 20 de enero   | Chile                                            | 86–85                                            | Formosa                                          | Santiago |  |
| 23:00 (UTC+4) | Marcador por tiempos: 35-27, 36-44 (T.E.: 15-14) | Marcador por tiempos: 35-27, 36-44 (T.E.: 15-14) | Marcador por tiempos: 35-27, 36-44 (T.E.: 15-14) |          |  |
|               | Estadísticas Juan Thomson 25                     | Reporte Pts                                      | Estadísticas 30 James T. L. Chen                 |          |  |

| 21 de enero   | Puerto Rico                        | 55–84                              | Unión Soviética                    | Santiago |  |
| 21:00 (UTC+4) | Marcador por tiempos: 29-26, 26-58 | Marcador por tiempos: 29-26, 26-58 | Marcador por tiempos: 29-26, 26-58 |          |  |
|               | Estadísticas Juan Vicens 16        | Reporte Pts                        | Estadísticas 16 Valdis Muzhnieks   |          |  |

| 21 de enero   | Bulgaria                           | 58–63                              | Estados Unidos                     | Santiago |  |
| 22:30 (UTC+4) | Marcador por tiempos: 27-26, 31-37 | Marcador por tiempos: 27-26, 31-37 | Marcador por tiempos: 27-26, 31-37 |          |  |
|               | Estadísticas Atanas Atanasov 18    | Reporte Pts                        | Estadísticas 20 Richard Walsh      |          |  |

| 22 de enero   | Brasil                             | 98–76                              | Formosa                            | Santiago |  |
| 21:00 (UTC+4) | Marcador por tiempos: 56-35, 38-41 | Marcador por tiempos: 56-35, 38-41 | Marcador por tiempos: 56-35, 38-41 |          |  |
|               | Estadísticas Amaury Pasos 22       | Reporte Pts                        | Estadísticas 16 James T. L. Chen   |          |  |

| 22 de enero   | Chile                              | 83–71                              | Puerto Rico                        | Santiago |  |
| 22:00 (UTC+4) | Marcador por tiempos: 46-31, 37-40 | Marcador por tiempos: 46-31, 37-40 | Marcador por tiempos: 46-31, 37-40 |          |  |
|               | Estadísticas Luis Salvadores 15    | Reporte Pts                        | Estadísticas 26 Juan Vicens        |          |  |

| 23 de enero   | Brasil                                 | 62–53                              | Bulgaria                           | Santiago |  |
| 21:00 (UTC+4) | Marcador por tiempos: 30-28, 32-25     | Marcador por tiempos: 30-28, 32-25 | Marcador por tiempos: 30-28, 32-25 |          |  |
|               | Estadísticas Edson Bispo dos Santos 17 | Reporte Pts                        | Estadísticas 16 Atanas Atanasov    |          |  |

| 23 de enero   | Estados Unidos                     | 54–53                              | Puerto Rico                        | Santiago |  |
| 22:30 (UTC+4) | Marcador por tiempos: 25-32, 29-21 | Marcador por tiempos: 25-32, 29-21 | Marcador por tiempos: 25-32, 29-21 |          |  |
|               | Estadísticas Jerry Vayda 17        | Reporte Pts                        | Estadísticas 19 Juan Vicens        |          |  |

| 24 de enero   | Brasil                             | 63–66                              | Unión Soviética                    | Santiago |  |
| 21:00 (UTC+4) | Marcador por tiempos: 31-30, 32-36 | Marcador por tiempos: 31-30, 32-36 | Marcador por tiempos: 31-30, 32-36 |          |  |
|               | Estadísticas Amaury Pasos 24       | Reporte Pts                        | Estadísticas 16 Victor Zubkov      |          |  |

| 24 de enero   | Bulgaria                           | 76–71                              | Chile                              | Santiago |  |
| 22:00 (UTC+4) | Marcador por tiempos: 37-33, 39-38 | Marcador por tiempos: 37-33, 39-38 | Marcador por tiempos: 37-33, 39-38 |          |  |
|               | Estadísticas Ilia Mirtchev 19      | Reporte Pts                        | Estadísticas 16 Rufino Bernedo     |          |  |

| 26 de enero   | Formosa                            | 69–85                              | Estados Unidos                     | Santiago |  |
| 21:00 (UTC+4) | Marcador por tiempos: 32-33, 37-52 | Marcador por tiempos: 32-33, 37-52 | Marcador por tiempos: 32-33, 37-52 |          |  |
|               | Estadísticas Lio Jin Ron 19        | Reporte Pts                        | Estadísticas 22 Robert Hodges      |          |  |

| 26 de enero   | Bulgaria                           | 58–78                              | Unión Soviética                    | Santiago |  |
| 22:30 (UTC+4) | Marcador por tiempos: 18-35, 40-43 | Marcador por tiempos: 18-35, 40-43 | Marcador por tiempos: 18-35, 40-43 |          |  |
|               | Estadísticas Victor Radev 16       | Pts                                | Estadísticas 18 Mijail Semionov    |          |  |

| 27 de enero   | Formosa                            | 81–85                              | Puerto Rico                        | Santiago |  |
| 21:00 (UTC+4) | Marcador por tiempos: 34-42, 47-42 | Marcador por tiempos: 34-42, 47-42 | Marcador por tiempos: 34-42, 47-42 |          |  |
|               | Estadísticas Lio Jin Ron 22        | Reporte Pts                        | Estadísticas 24 José A. Cestero    |          |  |

| 27 de enero   | Chile                              | 49–75                              | Unión Soviética                    | Santiago |  |
| 22:00 (UTC+4) | Marcador por tiempos: 28-35, 21-40 | Marcador por tiempos: 28-35, 21-40 | Marcador por tiempos: 28-35, 21-40 |          |  |
|               | Estadísticas Juan Thomson 13       | Reporte Pts                        | Estadísticas 18 Yuri Korneev       |          |  |

| 28 de enero   | Brasil                             | 99–71                              | Puerto Rico                        | Santiago |  |
| 21:00 (UTC+4) | Marcador por tiempos: 45-29, 54-42 | Marcador por tiempos: 45-29, 54-42 | Marcador por tiempos: 45-29, 54-42 |          |  |
|               | Estadísticas Wlamir Marques 21     | Reporte Pts                        | Estadísticas 23 José A. Cestero    |          |  |

| 28 de enero | Estados Unidos                     | 37–62                              | Unión Soviética                    | Santiago |  |
| (UTC+4)     | Marcador por tiempos: 14-25, 23-37 | Marcador por tiempos: 14-25, 23-37 | Marcador por tiempos: 14-25, 23-37 |          |  |
|             | Estadísticas Jerry Vayda 12        | Reporte Pts                        | Estadísticas 14 Maygonis Valdmanis |          |  |

| 29 de enero   | Bulgaria                           | 70–62                              | Puerto Rico                        | Santiago |  |
| 21:00 (UTC+4) | Marcador por tiempos: 35-25, 35-37 | Marcador por tiempos: 35-25, 35-37 | Marcador por tiempos: 35-25, 35-37 |          |  |
|               | Estadísticas Victor Radev 18       | Reporte Pts                        | Estadísticas 16 José A. Cestero    |          |  |

| 29 de enero  | Chile                              | 55–64                              | Estados Unidos                     | Santiago |  |
| 22:00(UTC+4) | Marcador por tiempos: 34-32, 21-32 | Marcador por tiempos: 34-32, 21-32 | Marcador por tiempos: 34-32, 21-32 |          |  |
|              | Estadísticas Rufino Bernedo 16     | Reporte Pts                        | Estadísticas 19 Robert Hodges      |          |  |

| 30 de enero | Formosa | 2–0 | Unión Soviética | Santiago |  |
|             |         |     |                 |          |  |
|             |         |     |                 |          |  |

| 30 de enero   | Brasil                             | 81–67                              | Estados Unidos                     | Santiago |  |
| 22:00 (UTC+4) | Marcador por tiempos: 40-37, 41-30 | Marcador por tiempos: 40-37, 41-30 | Marcador por tiempos: 40-37, 41-30 |          |  |
|               | Estadísticas Wlamir Marques 26     | Reporte Pts                        | Estadísticas 22 Richard Walsh      |          |  |

| 31 de enero | Bulgaria | 0–2 | Formosa | Santiago |  |
|             |          |     |         |          |  |
|             |          |     |         |          |  |

| 31 de enero   | Brasil                             | 73–49                              | Chile                              | Santiago |  |
| 22:00 (UTC+4) | Marcador por tiempos: 37-21, 36-28 | Marcador por tiempos: 37-21, 36-28 | Marcador por tiempos: 37-21, 36-28 |          |  |
|               | Estadísticas Luis Salvadores 15    | Reporte Pts                        | Estadísticas 17 Wlamir Marques     |          |  |

|                            |
|                            |
| Campeón Brasil 1.er título |

## Clasificación
| Posición | Equipo                |
| -------- | --------------------- |
| 1        | Brasil                |
| 2        | Estados Unidos        |
| 3        | Chile                 |
| 4        | Formosa               |
| 5        | Puerto Rico           |
| 6        | Unión Soviética       |
| 7        | Bulgaria              |
| 8        | Filipinas             |
| 9        | Uruguay               |
| 10       | Argentina             |
| 11       | República Árabe Unida |
| 12       | Canadá                |
| 13       | México                |

## Quinteto ideal
Equipo ideal
- Juan Vicéns
- Amaury Pasos (Jugador más valioso)
- Wlamir Marques
- Atanas Atanasov
- Jānis Krūmiņš